# Antidesma puncticulatum
Antidesma puncticulatum är en emblikaväxtart som beskrevs av Friedrich Anton Wilhelm Miquel. Antidesma puncticulatum ingår i släktet Antidesma och familjen emblikaväxter. Inga underarter finns listade i Catalogue of Life.